# Брезница (община Брод)
Вижте пояснителната страница за други значения на Брезница.
Брезница (изписване до 1945 година: Брѣзница; на македонска литературна норма: Брезница) е село в Северна Македония, в община Брод (Македонски Брод).

## География
Селото се намира в областта Горно Поречие.

## История
В XIX век Брезница е село в Поречка нахия на Кичевска каза на Османската империя. В „Етнография на вилаетите Адрианопол, Монастир и Салоника“, издадена в Константинопол в 1878 година и отразяваща статистиката на населението от 1873 година, Брезница (Breznitza) е посочено като село с 16 домакинства с 62 жители българи.
Според статистиката на Васил Кънчов („Македония. Етнография и статистика“) от 1900 година Брезница е населявано от 280 жители българи християни.
На Етнографската карта на Битолския вилает на Картографския институт в София от 1901 година Брезница е чисто българско село в Кичевската каза на Битолския санджак с 15 къщи.
Църквата „Свети Никола“ е от 1901 година.
Цялото село в началото на XX век е сърбоманско. Според митрополит Поликарп Дебърски и Велешки в 1904 година в Брезница има 41 сръбски къщи. По данни на секретаря на Българската екзархия Димитър Мишев („La Macédoine et sa Population Chrétienne“) в 1905 година в Брезница има 240 българи патриаршисти сърбомани.
След Междусъюзническата война в 1913 година селото попада в Сърбия.
На етническата си карта на Северозападна Македония в 1929 година Афанасий Селишчев отбелязва Брезница като българско село.
Според преброяването от 2002 година селото има 7 жители македонци.
Между 2000 и 2003 година край Брезница е преместена средновековната църква „Въведение Богородично“ от потопеното под язовира Козяк Здуние.
В селото има и църква „Успение Богородично“.

## Личности
Родени в Брезница
- Воислав Сайкович (1915 — 1981), сръбски революционер